# Campeonato da Europa de Atletismo de 2014 - 100 m masculino
A prova dos 100 metros masculino do Campeonato da Europa de Atletismo de 2014 foi disputada entre os dias 12 e 13 de agosto de 2014 no Estádio Letzigrund em Zurique,  na Suíça. 

## Recordes
Antes desta competição, os recordes mundiais e do campeonato nesta prova eram os seguintes:
|                       | Nome             | Nacionalidade | Tempo | Local      | Data                 |
| --------------------- | ---------------- | ------------- | ----- | ---------- | -------------------- |
| Recorde mundial       | Usain Bolt       | Jamaica       | 9s 58 | Berlim     | 16 de agosto de 2009 |
| Recorde do campeonato | Francis Obikwelu | Portugal      | 9s 99 | Gotemburgo | 8 de agosto de 2006  |
| Recorde europeu       | Francis Obikwelu | Portugal      | 9s 86 | Atenas     | 22 de agosto de 2004 |

## Medalhistas
| Ouro                | Prata                     | Bronze                       |
| James Dasaolu (GBR) | Christophe Lemaitre (FRA) | Harry Aikines-Aryeetey (GBR) |

## Cronograma
Todos os horários são locais (UTC+2).
| Data         | Hora  | Evento    |
| ------------ | ----- | --------- |
| 12 de agosto | 18:28 | Bateria   |
| 13 de agosto | 19:23 | Semifinal |
| 13 de agosto | 21:49 | Final     |

## Resultados

### Bateria
Qualificação: 4 atletas de cada bateria  (Q) mais os  4 melhores qualificados (q).
Vento:
Bateria 1: 0,4 m / s, Bateria 2: -0,4 m / s, Bateria 3: -0,1 m / s, Bateria 4: -0,1 m / s, Bateria 5: 0,0 m / s
| Posição | Bateria | Raia | Atleta                 | Nacionalidade | Tempo | Notas            |
| ------- | ------- | ---- | ---------------------- | ------------- | ----- | ---------------- |
| 1       | 4       | 2    | Jimmy Vicaut           | França        | 10.06 | Q                |
| 2       | 1       | 3    | Christophe Lemaitre    | França        | 10.16 | Q                |
| 3       | 2       | 4    | Dwain Chambers         | Grã-Bretanha  | 10.18 | Q                |
| 4       | 5       | 1    | Harry Aikines-Aryeetey | Grã-Bretanha  | 10.19 | Q                |
| 5       | 3       | 2    | James Dasaolu          | Grã-Bretanha  | 10.22 | Q                |
| 6       | 2       | 7    | Lucas Jakubczyk        | Alemanha      | 10.23 | Q                |
| 7       | 5       | 3    | Yazaldes Nascimento    | Portugal      | 10.27 | Q                |
| 8       | 5       | 8    | Jaysuma Saidy Ndure    | Noruega       | 10.30 | Q                |
| 9       | 3       | 7    | Churandy Martina       | Países Baixos | 10.31 | Q                |
| 10      | 1       | 6    | Mikhail Idrisov        | Rússia        | 10.32 | Q                |
| 11      | 1       | 4    | Julian Reus            | Alemanha      | 10.32 | Q                |
| 12      | 5       | 2    | Delmas Obou            | Itália        | 10.32 | Q,               |
| 13      | 2       | 5    | Catalin Cîmpeanu       | Roménia       | 10.34 | Q, =             |
| 14      | 1       | 8    | Eetu Rantala           | Finlândia     | 10.36 | Q                |
| 15      | 3       | 5    | Sven Knipphals         | Alemanha      | 10.37 | Q                |
| 16      | 1       | 7    | Vitaliy Korzh          | Ucrânia       | 10.38 | q                |
| 17=     | 2       | 6    | Fabio Cerutti          | Itália        | 10.40 | Q                |
| 17=     | 1       | 5    | Rytis Sakalauskas      | Lituânia      | 10.40 | q, =             |
| 19=     | 2       | 3    | Ronalds Arajs          | Letônia       | 10.41 | q,               |
| 19=     | 3       | 8    | Denis Dimitrov         | Bulgária      | 10.41 | Q                |
| 19=     | 5       | 7    | Jan Veleba             | Chéquia       | 10.41 | q                |
| 22      | 4       | 7    | Pascal Mancini         | Suíça         | 10.43 | Q                |
| 23      | 4       | 8    | Giovanni Codrington    | Países Baixos | 10.43 | Q                |
| 24=     | 4       | 4    | Ángel David Rodríguez  | Espanha       | 10.44 | Q                |
| 24=     | 5       | 6    | Reto Schenkel          | Suíça         | 10.44 |                  |
| 26      | 4       | 5    | Robert Kubaczyk        | Polónia       | 10.45 |                  |
| 27      | 1       | 2    | Efthímios Steryioúlis  | Grécia        | 10.46 |                  |
| 28      | 5       | 5    | Kevin Moore            | Malta         | 10.49 | Recorde nacional |
| 29      | 3       | 6    | Tom Kling-Baptiste     | Suécia        | 10.50 |                  |
| 30      | 2       | 8    | Odain Rose             | Suécia        | 10.53 |                  |
| 31      | 3       | 3    | Eduard Viles           | Espanha       | 10.57 |                  |
| 32=     | 4       | 3    | Patrik Andersson       | Suécia        | 10.61 |                  |
| 32=     | 3       | 4    | Diogo Antunes          | Portugal      | 10.61 |                  |
| 34      | 5       | 4    | Petar Kremenski        | Bulgária      | 10.87 |                  |
| 35      | 2       | 2    | Jorén Tromp            | Países Baixos | 11.28 |                  |
| 36      | 2       | 1    | Thomas Bollati         | Mónaco        | 11.94 |                  |
| 37      | 4       | 6    | Ramil Guliyev          | Turquia       | DSQ   |                  |

### Semifinal
Qualificação: 2 atletas de cada bateria  (Q) mais os  2 melhores qualificados (q). 
Vento:
Bateria 1: -0,8 m / s, Bateria 2: 0,6 m / s, Bateria 3: -1,1 m / s
| Posição | Bateria | Raia | Atleta                 | Nacionalidade | Tempo | Notas |
| ------- | ------- | ---- | ---------------------- | ------------- | ----- | ----- |
| 1       | 2       | 6    | James Dasaolu          | Grã-Bretanha  | 10.04 | Q     |
| 2       | 2       | 3    | Christophe Lemaitre    | França        | 10.10 | Q,    |
| 3       | 1       | 6    | Harry Aikines-Aryeetey | Grã-Bretanha  | 10.21 | Q     |
| 4=      | 3       | 6    | Lucas Jakubczyk        | Alemanha      | 10.23 | Q     |
| 4=      | 2       | 4    | Jaysuma Saidy Ndure    | Noruega       | 10.23 | q     |
| 6       | 3       | 5    | Dwain Chambers         | Grã-Bretanha  | 10.25 | Q     |
| 7       | 1       | 8    | Catalin Cîmpeanu       | Roménia       | 10.29 | Q,    |
| 8       | 1       | 5    | Yazaldes Nascimento    | Portugal      | 10.30 | q     |
| 9       | 2       | 5    | Churandy Martina       | Países Baixos | 10.34 |       |
| 10      | 1       | 4    | Julian Reus            | Alemanha      | 10.35 |       |
| 11      | 1       | 7    | Fabio Cerutti          | Itália        | 10.36 |       |
| 12      | 2       | 8    | Sven Knipphals         | Alemanha      | 10.37 |       |
| 13=     | 3       | 3    | Pascal Mancini         | Suíça         | 10.38 |       |
| 13=     | 1       | 2    | Jan Veleba             | Chéquia       | 10.38 |       |
| 15      | 3       | 2    | Vitaliy Korzh          | Ucrânia       | 10.39 |       |
| 16      | 3       | 8    | Giovanni Codrington    | Países Baixos | 10.39 |       |
| 17      | 3       | 7    | Delmas Obou            | Itália        | 10.41 |       |
| 18      | 3       | 4    | Mikhail Idrisov        | Rússia        | 10.41 |       |
| 19      | 3       | 1    | Rytis Sakalauskas      | Lituânia      | 10.44 |       |
| 20      | 2       | 1    | Ronalds Arājs          | Letônia       | 10.52 |       |
| 21      | 2       | 7    | Eetu Rantala           | Finlândia     | 10.54 |       |
| 22      | 2       | 2    | Ángel David Rodríguez  | Espanha       | 10.76 |       |
| 23      | 1       | 1    | Denis Dimitrov         | Bulgária      | 10.98 |       |
| 24      | 1       | 3    | Jimmy Vicaut           | França        | DNS   |       |

### Final
Vento: -0,4 m / s 
| Posição           | Raia | Atleta                 | Nacionalidade | Tempo | Notas |
| ----------------- | ---- | ---------------------- | ------------- | ----- | ----- |
| Medalha de ouro   | 3    | James Dasaolu          | Grã-Bretanha  | 10.06 |       |
| Medalha de prata  | 6    | Christophe Lemaitre    | França        | 10.13 |       |
| Medalha de bronze | 5    | Harry Aikines-Aryeetey | Grã-Bretanha  | 10.22 |       |
| 4                 | 8    | Dwain Chambers         | Grã-Bretanha  | 10.24 |       |
| 5                 | 4    | Lucas Jakubczyk        | Alemanha      | 10.25 |       |
| 6                 | 1    | Jaysuma Saidy Ndure    | Noruega       | 10.35 |       |
| 7                 | 7    | Catalin Cîmpeanu       | Roménia       | 10.44 |       |
| 8                 | 2    | Yazaldes Nascimento    | Portugal      | 10.46 |       |

Legenda
| Recorde mundial       | Recorde mundial (World record)               |                       | Recorde africano                      | Recorde africano (African) |                                           | Q | Classificado por posição (Qualified) |
| Recorde do campeonato | Recorde do campeonato (Championship record)  | Recorde da América    | Recorde da América (Americas)         | q                          | Classificado por melhor tempo (Qualified) |   |                                      |
| Melhor marca do ano   | Melhor marca do ano (World leading)          | Recorde asiático      | Recorde asiático (Asian)              | DNS                        | Não largou (Did not start)                |   |                                      |
| Recorde nacional      | Recorde nacional (National record)           | Recorde europeu       | Recorde europeu (European)            | DNF                        | Não terminou (Did not finish)             |   |                                      |
| Recorde pessoal       | Recorde pessoal do atleta (Personal best)    | Recorde da Oceania    | Recorde da Oceania (Oceania)          | DSQ / DQ                   | Desclassificado (Disqualified)            |   |                                      |
| Recorde da temporada  | Recorde da temporada do atleta (Season best) | Recorde sul-americano | Recorde sul-americano (South America) | NM                         | Sem marca (No mark)                       |   |                                      |